# دانیله کولی
دانیله کولی (ایتالیایی: Daniele Colli؛ زادهٔ ۱۹ آوریل ۱۹۸۲) دوچرخه‌سوار اهل ایتالیا است.

## باشگاهی
از باشگاه‌هایی که در آن رکاب زده‌است می‌توان به ویلیر تریستینا–سله ایتالیا و نیپو–وینی فانتینی اشاره کرد.